# Therwil
Therwil (toponimo tedesco) è un comune svizzero di 10 133 abitanti del Canton Basilea Campagna, nel distretto di Arlesheim.

## Geografia fisica
Therwil si trova nella valle Leimental, sul versante occidentale delle colline del Bruderholz. Il territorio comunale è bagnato dal fiume Birsig.

## Storia
L'area di Therwil è stata abitata fin dall'antichità: sono stati rinvenute testimonianze delle epoche neolitica, romana e medievale. Il primo cenno documentale di Tervvilre risale al 1223; si tratta dello scritto con il quale i conti di Thierstein la assegnarono al convento di Reichenau. Nel 1525 il comune venne annesso alla città di Basilea e nel 1547 fu acquisito dal vescovo di Basilea.
Durante la Guerra dei trent'anni il centro fu saccheggiato più volte e dopo la Rivoluzione francese Therwil fu annesso all'effimera Repubblica Rauraciana (1792-1793); in seguito fece parte del dipartimento del Mont-Terrible (1793-1800) e di quello dell'Alto Reno (1800-1814). Nel 1815 la località venne assegnata al nuovo Canton Basilea. Negli anni 1830 il rivoluzionario Stephan Gutzwiller fu la mente della rivolta che portò alla divisione del Canton Basilea e alla nascita del Canton Basilea Campagna. Nel 1887, dopo l'inaugurazione della ferrovia della valle del Birsig, il comune ebbe per la prima volta un collegamento diretto con la città di Basilea.

### Simboli
Il comune ha ripreso lo stemma della famiglia von Therwil, documentato anche nella Basler Chronik (Cronaca di Basilea) di Christian Wurstisen del 1580.

## Monumenti e luoghi d'interesse
- Chiesa cattolica di Santo Stefano (Kirche Sankt Stephan), attestata dal 1267 e ricostruita nel 1627-1631[1], contiene dipinti e un tabernacolo di origini spagnole[senza fonte].

## Società

### Evoluzione demografica
L'evoluzione demografica è riportata nella seguente tabella:
Abitanti censiti

### Etnie e minoranze straniere
La percentuale di stranieri è del 15% (dati del 31 gennaio 2011).

### Religione
Il 33% della popolazione appartiene alla Chiesa cattolica e il 32% alla religione protestante.

## Infrastrutture e trasporti
Therwil è servita dall'omonima stazione, sulle ferrovia della valle del Birsig, ed è attraversata dai tram della linea 10 e 17 e dagli autobus della linea 62 e 64 della BLT (Baselland Transport) che collegano il comune con la città di Basilea e con i centri limitrofi.

## Amministrazione
Ogni famiglia originaria del luogo fa parte del cosiddetto comune patriziale e ha la responsabilità della manutenzione di ogni bene ricadente all'interno dei confini del comune.

## Sport
A Therwil ha sede la Federazione di baseball e softball della Svizzera; la squadra di baseball locale, i Therwil Flyers, ha vinto 13 volte il campionato svizzero.